# (1805) Dirikis
(1805) Dirikis est un astéroïde de la ceinture principale.

## Description
(1805) Dirikis est un astéroïde de la ceinture principale. Il fut découvert le 1er avril 1970 à Nauchnyj par Lioudmila Tchernykh. Il présente une orbite caractérisée par un demi-grand axe de 3,14 UA, une excentricité de 0,11 et une inclinaison de 2,5° par rapport à l'écliptique.

## Compléments